# Angélica
Angélica là một đô thị thuộc bang Mato Grosso do Sul, Brasil. Đô thị này có diện tích 1273,199 km², dân số năm 2007 là 7253 người, mật độ 5,7 người/km².